# Amadou Doumbouya
Amadou Doumbouya, född 12 oktober 2002 i Kindia, är en guineansk fotbollsspelare.

## Klubbkarriär
Innan han kom till Djurgården spelade han för akademilaget Diamonds of Guinea i Guinea. Doumbouya kom till Djurgården vintern 2022 för att provspela och skrev senare på ett fyraårskontrakt med Djurgården fram till 31 december 2026. När Djurgården mötte Varbergs BoIS den 29 maj debuterade Doumbouya i Allsvenskan när han byttes in i den 81:a minuten. Doumbouyas kontrakt med Djurgården bröts i januari 2023. Efter det har han spelat i Bulgarien och senast i Kazakstan.